# Ясеница (река)
Ясеница (серб. Јасеница) — река в Сербии. Длина — 79 км. Площадь водосборного бассейна — 1354,5 км². Средний расход воды 4,7 м³/с. Берёт начало на склоне горы Рудник на высоте 920 метров над уровнем моря. Течёт на северо-восток. Впадает в реку Велика-Морава слева у населённого пункта Велики-Орашье. Принадлежит бассейну Чёрного моря.

## Галерея

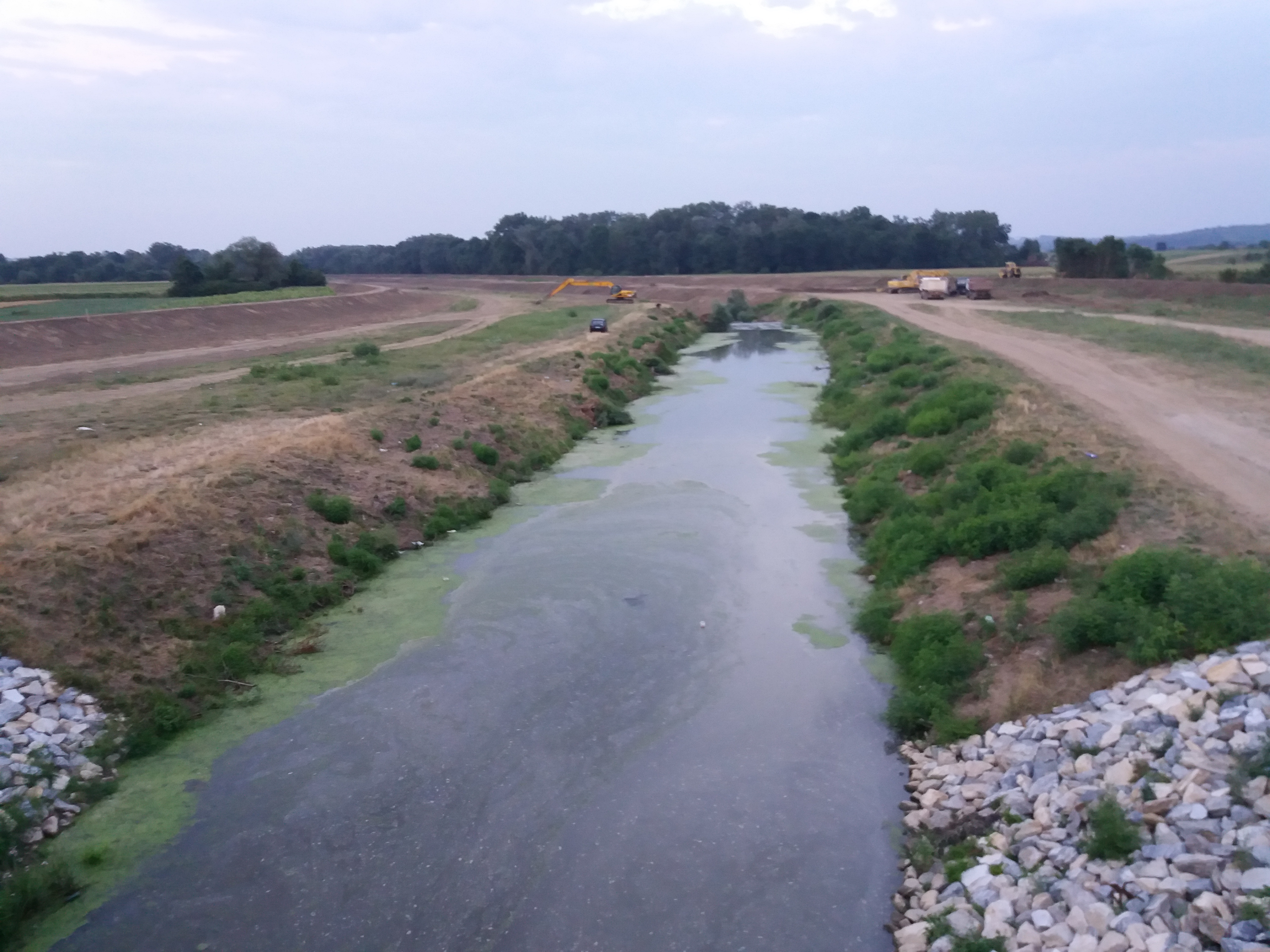
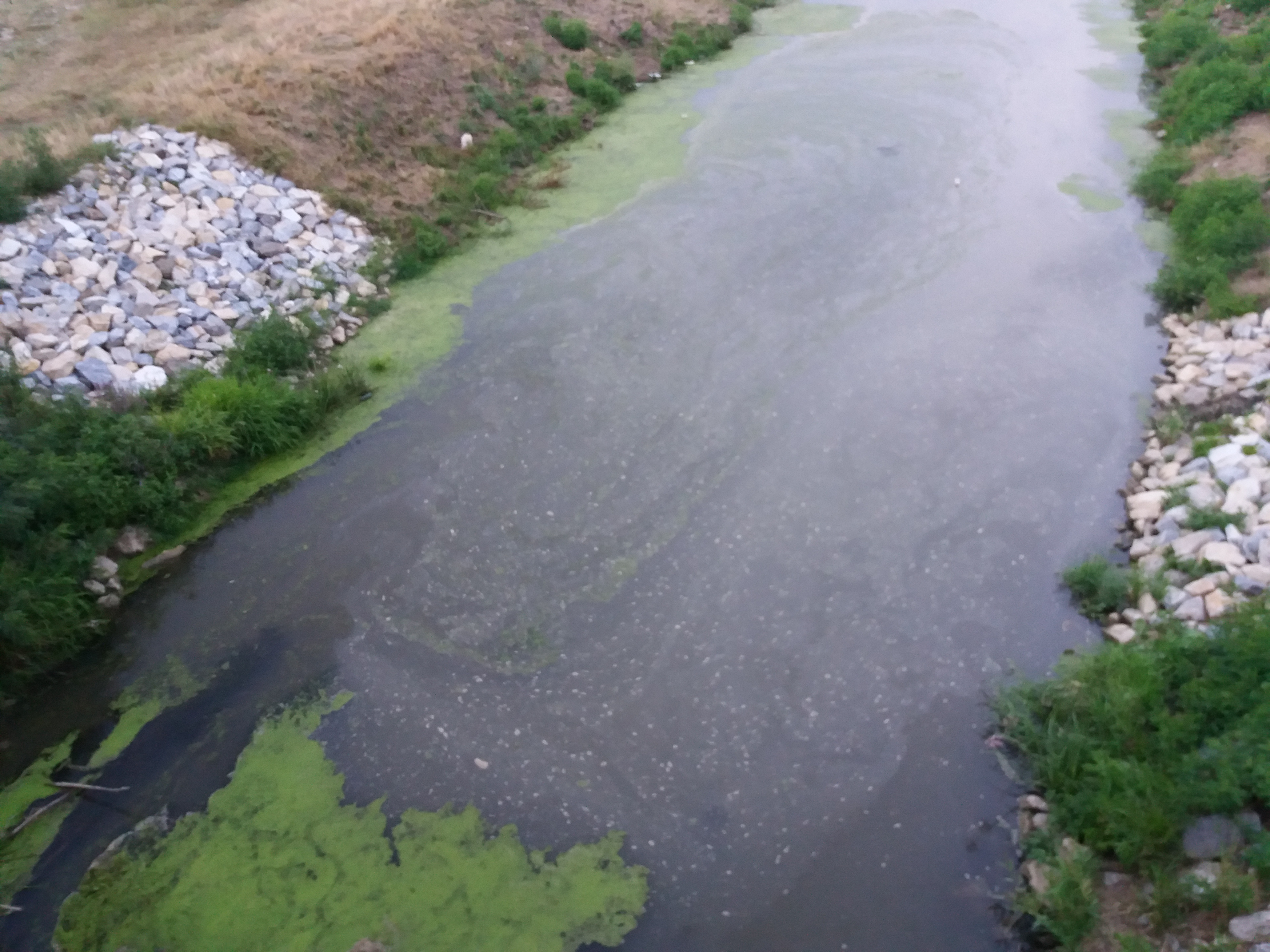
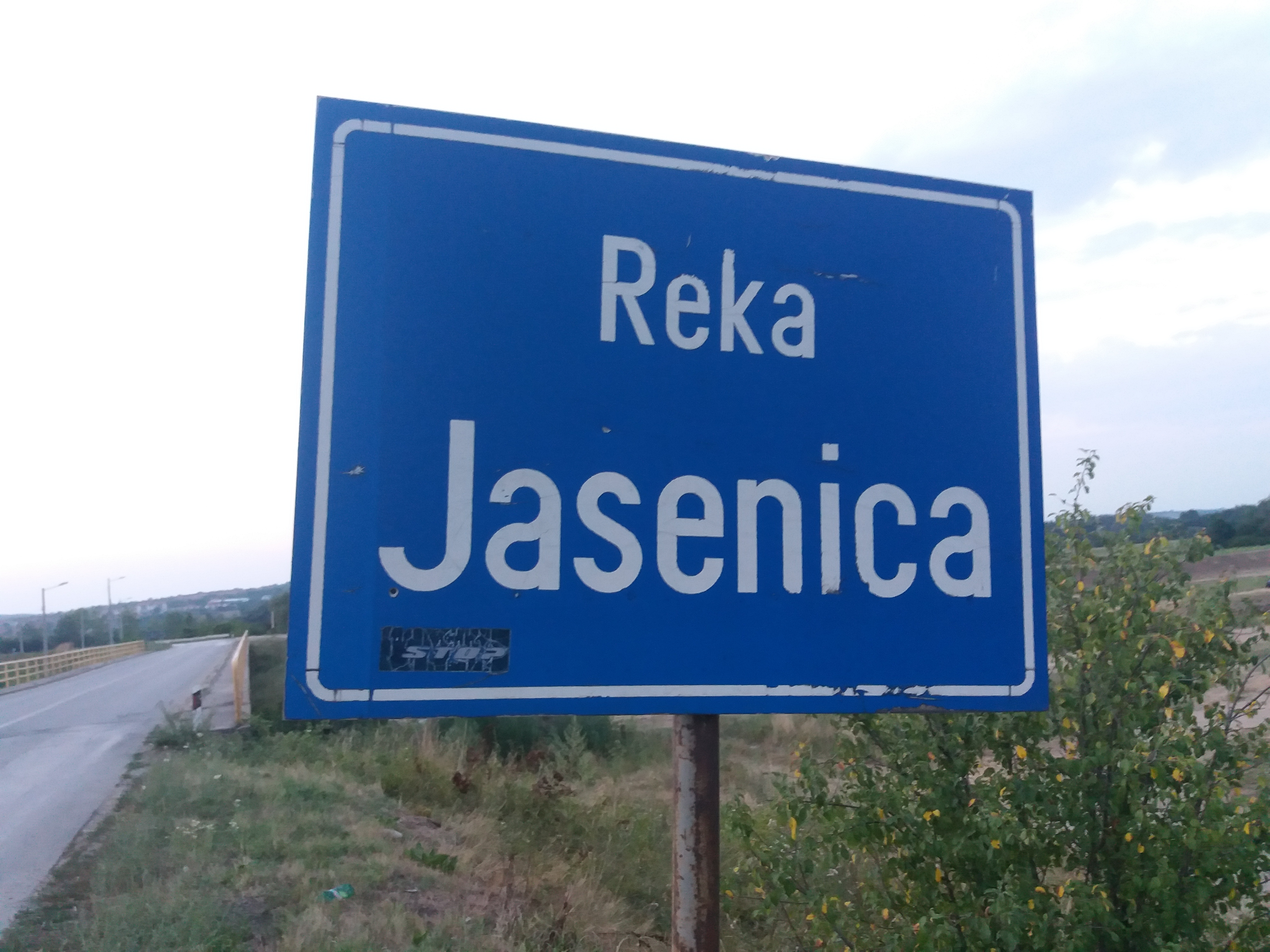
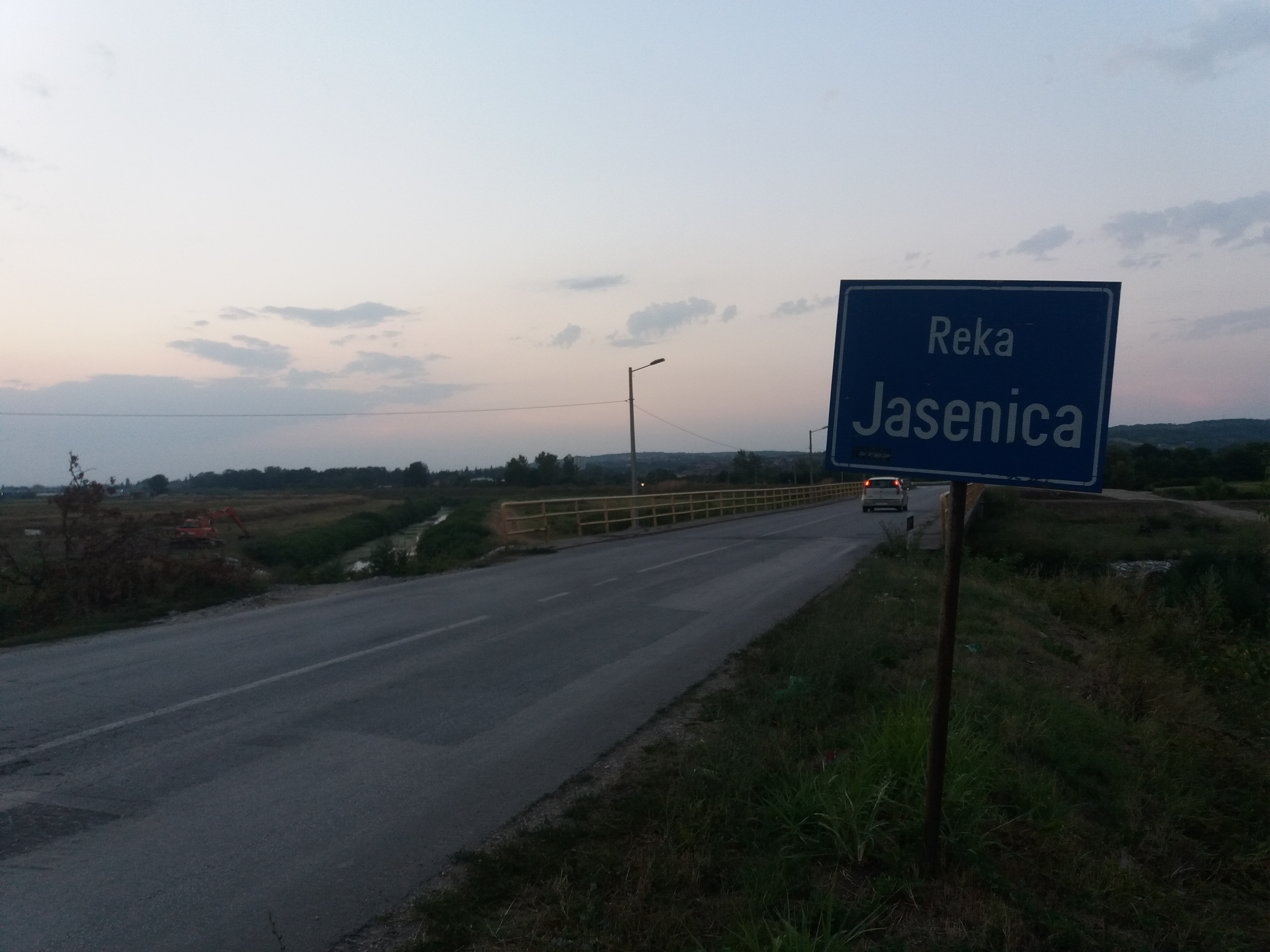
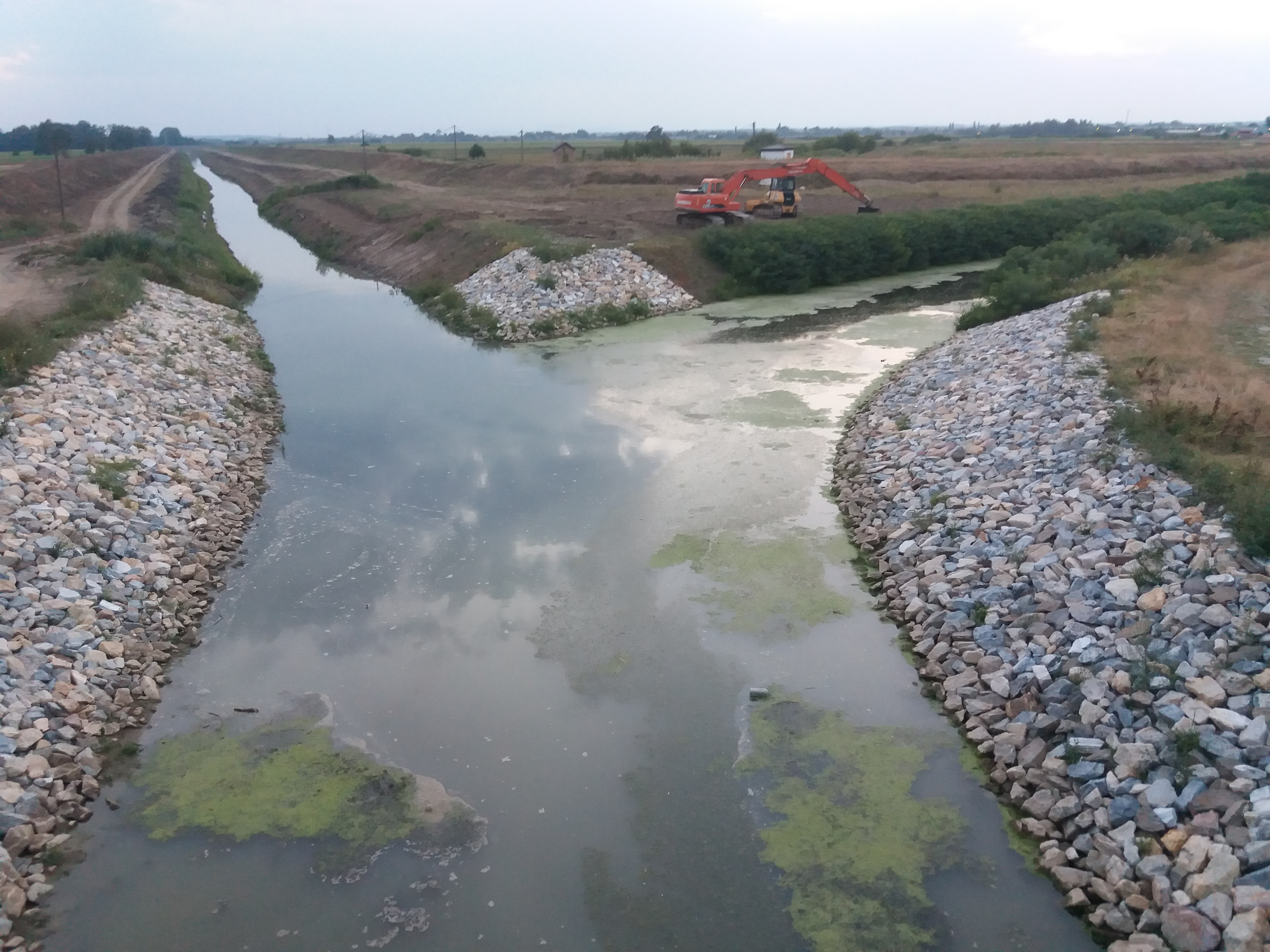